# 澹臺滅明墓
澹台滅明墓是孔子弟子澹臺滅明的墓葬，与其他名人类似，有数个墓葬被称为澹台滅明墓。
《史记》对澹臺滅明生平记述简略。他“南游至江，从弟子三百人”。“江”解释为当时吴国、楚国境内。唐朝《史記索隱》解释，今吴国东南有澹台湖，即其遗迹所在。《史記正義》解释，澹子羽墓在兗州邹城县。唐时，兗州辖有邹县、任城县。今为山东省济宁市所属邹城市、任城区。清代《江南通志》记“先贤澹台灭明墓在长洲县澹台湖旁”。长洲县在今江苏省苏州市境内。
1972年之前，山东省临沂市平邑县魏庄乡上土桥村曾有一座澹台滅明墓。原墓与曾点墓东西相望，封土高大。清朝嘉庆十三年（1808年），学者、官员孙星衍等人为曾点墓、澹台滅明墓树立墓碑。1972年，当地将墓葬整平为耕地，孙星衍所立墓碑不存。在山东、江苏的说法外，河南、江西南昌亦有澹台滅明墓。